# Cheng Wen-Hsing
Cheng Wen-Hsing (Taipei, 24 febbraio 1982) è una giocatrice di badminton taiwanese.

## Biografia
Ha partecipato ai Giochi di Atene 2004, Pechino 2008 e di Londra 2012.
Nel 2010 ha vinto 1 bronzo ai Giochi asiatici nel doppio misto.